# Zamek w Pardubicach
Zamek w Pardubicach – renesansowy zamek zlokalizowany na skraju historycznego centrum Pardubic w Czechach.
Pierwsze wzmianki o obiekcie pochodzą z 1318. W XIV wieku zamek poszerzono z inspiracji arcybiskupa Arnoszta z Pardubic. Po 1491 miała miejsce kolejna przebudowa (styl późnogotycki), inwestorem był Wilhelm z Pernštejna (najwyższy ochmistrz Królestwa Czeskiego). Stworzył on w Pardubicach centrum administracyjne swoich rozległych majątków ziemskich. Portal wejściowy z kamiennym mostem dodano w 1543. Po 1920 popadający w ruinę zamek odnowiono dzięki inicjatywom członków pardubickiego towarzystwa muzealnego. Obecnie w części sal działa Muzeum Wschodnioczeskie.
Najcenniejszymi elementami budowli są sale rycerskie, Sala Wojciecha, malowane stropy kasetonowe (jeden z pierwszych przejawów czeskiej sztuki renesansowej), malowidła naścienne, kamieniarskie zdobienia ościeży okiennych oraz sklepienia (gwiaździste i krzyżowe).